# ルイス・タン
ルイス・タン（Lewis Tan, 1987年2月4日 - ）は、イギリス・マンチェスター出身の俳優。中国系イギリス人。

## 生い立ち
1987年2月4日、イギリス・マンチェスターのサルフォードに生まれる。アクションディレクターやスタントマンとして知られている彼の父、フィリップ・タンがティム・バートン監督作『バットマン』に起用されたことにより、家族でロサンゼルスに転居。主にロサンゼルスにて育つ。4人兄弟の長男。弟の一人、サム・タンも俳優として活動している。

## キャリア
『シャン・チー/テン・リングスの伝説』においてシャン・チー役を掴み取るため数カ月奔走していたが、最終的にはキャンセルされた。だがその数週間後、リブート版『モータルコンバット』で主人公のコール・ヤング役として出演することが決まる。
この作品以前にもモータルコンバットの映像作品と関わりがあった。『Mortal Kombat X: Generations』にてクン・ジン役にキャスティングされていたが、この作品は未だリリースされていない。
2022年現在は俳優業を中心に活動しているが、監督・脚本家としても活動していきたいと語っており、父であるフィリップ・タンの過去に基づいた話を書いているとのこと。

## 人物
- 父の教えを受けるなどして、幼少期からマーシャルアーツを学んでいる。キックボクシングや刀術など様々な武芸に造詣があるが、中でもムエタイが最も自身に合ったスタイルだという。
- 幼い頃からモータルコンバットにも慣れ親しんでいた。兄弟達と共に多くの格闘ゲームを遊んだそう。[6]

## 出演作品
※太字表記は主演。

### 映画
| 公開年 | 題名                                                 | 役名             | 備考                 |
| ------ | ---------------------------------------------------- | ---------------- | -------------------- |
| 2013   | エンド・オブ・ホワイトハウス Olympus Has Fallen      | 北朝鮮兵         |                      |
| 2013   | ハングオーバー!!! 最後の反省会 The Hungover Part III | 看守             |                      |
| 2015   | Sacrifice                                            | Ben Kittman      |                      |
| 2018   | ザ・アウトロー Den of Thieves                        | 警備員           |                      |
| 2018   | デッドプール2 Deadpool 2                             | シャッタースター |                      |
| 2021   | モータルコンバット Mortal Kombat                     | コール・ヤング   |                      |
| 2022   | わが拳に復讐を Wu Assassins: Fistful of Vengeance    | ルーシン・リー   |                      |
| 2024   | デッドプール&ウルヴァリン Deadpool & Wolverine       | シャッタースター |                      |
| TBA    | About Fate                                           | Kip Prescott     | ポストプロダクション |
| TBA    | Mike & Nick & Nick & Alice                           |                  | ポストプロダクション |

### 短編映画
| 年   | 題名             | 役名       | 備考         |
| ---- | ---------------- | ---------- | ------------ |
| 2010 | Time to Meet     | Lewis      |              |
| 2010 | I Spy            | Voyeur Spy | 兼監督・製作 |
| 2012 | The Introduction | Friend     |              |
| 2019 | Ji               | Ji         | 兼製作       |

### テレビシリーズ
| 年        | 題名                                                     | 役名             | 備考                                                |
| --------- | -------------------------------------------------------- | ---------------- | --------------------------------------------------- |
| 2006      | CSI:ニューヨーク CSI: NY                                 | キム・タナカ     | 第3シーズン 第8話「波紋」                           |
| 2007      | デイ・ブレイク Day Break                                 | ジミー・ヤン     | 第1シーズン 第9話「家族の絆」                       |
| 2010      | CSI:マイアミ CSI: Miami                                  | アイコ・オカナギ | 第8シーズン 第13話「サキルの刀」                    |
| 2010      | 10,000 Days                                              | Jiro Farnwell    | 第1シーズン 第5話 -                                 |
| 2011      | NCIS:LA 〜極秘潜入捜査班 NCIS: Los Angeles               | ヒロ             | 第2シーズン 第16話「汚職」                          |
| 2015      | HAWAII FIVE-0 Hawaii Five-0                              | ルーク・ナカノ   | 第6シーズン 第10話「悲しみのチャンピオン」          |
| 2016      | ラッシュアワー Rush Hour                                 | チェン           | 第1シーズン 第5話「L.A. 新ギャング ストーリー」     |
| 2017      | Marvel アイアン・フィスト Iron Fist                      | ジョウ・チェン   | 第1シーズン 第8話「傷だらけの果実」                 |
| 2018-2019 | バッドランド 〜最強の戦士〜 Into the Badlands            | ガイウス・チャウ | 第3シーズン 第4話 - 第15話                          |
| 2019      | 五行の刺客 Wu Assassins                                  | ルーシン・リー   | Netflixオリジナルドラマ                             |
| 2022      | きらめく帝国 -超リッチなアジア系セレブたち- Bling Empire | 本人             | 第2シーズン 第6話「誠実さか権力か」                 |
| 2023      | 暗黒と神秘の骨 Shadow and Bone                           | トルヤ           | Netflixオリジナルドラマ 第2シーズンより登場         |
| 2024      | コブラ会 Cobra Kai                                       | ウルフ先生       | Netflixオリジナルドラマ 第6シーズン パート2より登場 |